# Chesias angeri
Chesias angeri là một loài bướm đêm trong họ Geometridae.